# Bildungsbürgertum
Bildungsbürgertum (lit. „burghezia educației”) este denumirea în limba germană a unei pături sociale influente, apărută la mijlocul secolului al XVIII-lea în Europa, caracterizată prin cultură umanistă, literatură, știință și angajare în administrație publică și în dirijarea statului.
Istoricul german Jürgen Kocka face o distincție clară între clasa mic burgheză proprietară și clasa intelectuală, adică între Wirtschaftsbürgertum (burghezia economică) și Bildungsbürgertum (burghezia culturală).
Pe de altă parte, sociologul german Max Weber făcea distincția între două feluri de burghezie sau de elite: Besitzbürgertum sau Besitzelite, cea care posedă proprietăți, moșii sau averi, și Bildungsbürgertum sau Bildungselite, burghezia produsă de educație, de cultură și care posedă capital cultural.
Istoricul canadian Martin Kitchen definește Bildungsbürgertum ca fiind „clasa de mijloc educată“ care cuprindea foarte micul procent de populație cu educație universitară, formând astfel o castă distinctă care includea funcționari superiori, practicanți prosperi ai profesiilor liberale, dar și cadre didactice sărace din învățământul gimnazial.